# Zambia vid världsmästerskapen i friidrott 2022
Zambia tävlade vid världsmästerskapen i friidrott 2022 i Eugene i USA mellan den 15 och 24 juli 2022. Zambia hade en trupp på två idrottare.

## Resultat

### Herrar
Gång- och löpgrenar
| Idrottare        | Gren      | Försöksheat | Försöksheat | Semifinal  | Semifinal | Final            | Final            |
| Idrottare        | Gren      | Resultat    | Placering   | Resultat   | Placering | Resultat         | Placering        |
| ---------------- | --------- | ----------- | ----------- | ---------- | --------- | ---------------- | ---------------- |
| Muzala Samukonga | 400 meter | 45,82       | 15 0Q0      | 45,02 0PB0 | 9         | Gick inte vidare | Gick inte vidare |

### Damer
Gång- och löpgrenar
| Idrottare        | Gren      | Försöksheat | Försöksheat | Semifinal        | Semifinal        | Final            | Final            |
| Idrottare        | Gren      | Resultat    | Placering   | Resultat         | Placering        | Resultat         | Placering        |
| ---------------- | --------- | ----------- | ----------- | ---------------- | ---------------- | ---------------- | ---------------- |
| Niddy Mingilishi | 400 meter | 52,84       | 37          | Gick inte vidare | Gick inte vidare | Gick inte vidare | Gick inte vidare |